# Дронго папуанський
Дронго папуанський (Chaetorhynchus papuensis) — вид горобцеподібних птахів родини віялохвісткових (Rhipiduridae).

## Систематика
Традиційно відносився до родини дронгових. Молекулярне дослідження 2009 року об'єднало папуанського дронго з шовкохвостом та віялохвісткою у родині Rhipiduridae.

## Поширення
Поширений в Новій Гвінеї та на сусідньому острові Юле. Його природне середовище проживання — тропічні низовинні вологі ліси низовин.